# Heinz-Werner Meyer-Lohse
Heinz-Werner Meyer-Lohse (* 18. Oktober 1914 in Elberfeld; † nach 1979) war ein deutscher Diplomat, der unter anderem zuletzt von 1975 bis 1979 Botschafter der Bundesrepublik Deutschland in Luxemburg war.

## Leben
Meyer-Lohse war der Sohn des Fabrikanten und Teilhabers der Firma Reimann & Meyer in Elberfeld Eugen Ernst Werner Meyer und dessen Ehefrau Margret Lohse. Er selbst absolvierte nach dem Abitur ein Studium der Rechtswissenschaften und diente während des Zweiten Weltkrieges als Rittmeister und Bataillonskommandeur. Für seine Verdienste wurde ihm das Eiserne Kreuz Zweiter und Erster Klasse sowie das Verwundetenabzeichen verliehen. Nach Kriegsende legte er am 4. Februar 1952 an der Universität zu Köln seine Promotion zum Doktor der Rechte mit der Dissertation § 21 Absatz 4 des Umstellungsgesetzes ab. Als Mitarbeiter des Höheren Auswärtigen Dienstes fand er Verwendung in der Zentrale des Auswärtigen Amtes in Bonn sowie in verschiedenen Auslandsvertretungen. 1959 wurde er als Nachfolger von  Karl Josef Partsch Konsul in Neapel und bekleidete diesen Posten bis 1960, woraufhin Heinz Holldack 1961 sein dortiger Nachfolger wurde. Danach war er zwischen 1960 und 1962 als Legationsrat Erster Klasse Leiter des für Kernenergie zuständigen Referats 202 „EURATOM, Internationale Beziehungen auf dem Atomgebiet und in der Weltraumforschung“ im Auswärtigen Amt und bereitete in dieser Funktion auch Klassifizierungsgespräche mit den USA zur Atomtechnologie vor.
1966 war er als Vortragender Legationsrat Erster Klasse Leiter des Referats „Mittel- und Südamerika“ im Auswärtigen Amt und begleitete als solcher im Juli 1966 den damaligen Staatssekretär im Auswärtigen Amt Karl Carstens bei dessen Dienstreise nach Bolivien, Argentinien und Brasilien. Im Juli 1969 wurde er zum Gesandten ernannt. Als solcher war er bis 1975 Ständiger Vertreter des Botschafters in Spanien.
1975 löste Meyer-Lohse Hanns Hilgard als Botschafter der Bundesrepublik Deutschland in Luxemburg ab und bekleidete diesen Posten bis zu seinem Eintritt in den Ruhestand 1979, woraufhin Günter Knackstedt sein dortiger Nachfolger wurde. Während dieser Zeit teilte er die Ansicht des luxemburgischen Energieministers Marcel Mart, dass sich der Bau des geplanten luxemburgischen Kernkraftwerks Remerschen bei Remerschen und das geplante französische Kernkraftwerk Cattenom ausschließen würden.
Meyer-Lohse war mit Marion Lotte Johanne Schniewind verheiratet.

## Veröffentlichung
- § 21 Absatz 4 des Umstellungsgesetzes, Dissertation Universität Köln, Bonn 1952